# Tyukó
Tyukó (Ciuchici), település Romániában, a Bánságban, Krassó-Szörény megyében.

## Fekvése
Illyédtől délnyugatra, Szászkabányától északnyugatra, a Vicinic patak mellett, Miklósháza, Makovistye és Petrilova közt fekvő település.

## Története
Tyukó nevét 1464-ben említette először oklevél Thywko néven.
1808-ban, 1888-ban Csukics, 1913-ban Tyukó néven írták.
1910-ben 1785 lakosa volt. Ebből 1759 román volt, melyből 1772 volt görögkeleti ortodox.
A trianoni békeszerződés előtt Krassó-Szörény vármegye Jámi járásához tartozott.
1920-ban mint határfalu szerepelt.

## Források

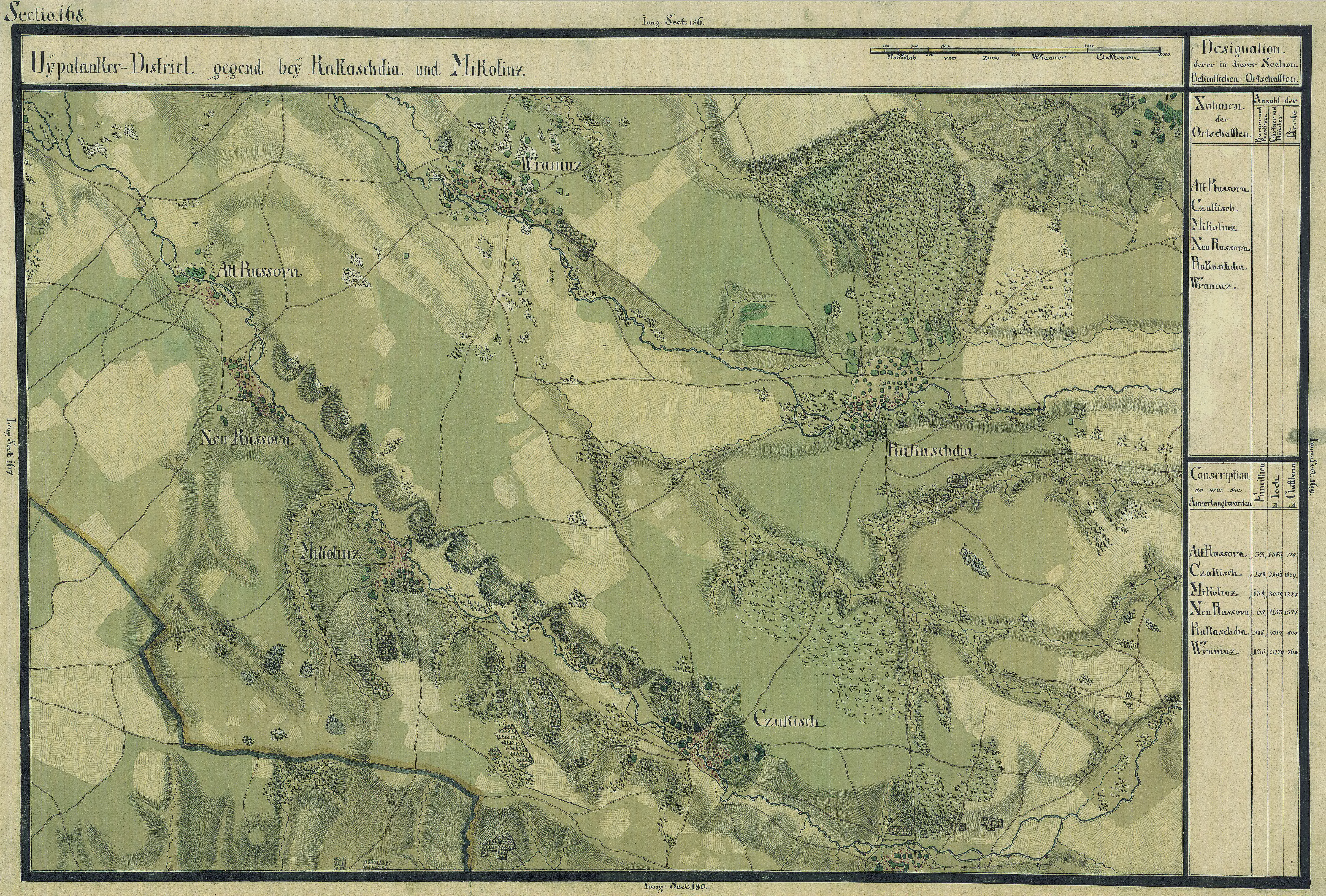
Tyukó egy 1700-as évekből való térképen